# 豹蛺蝶族
豹蛺蝶族（Fritillary，學名：Argynnini）是釉蛺蝶亞科中的一個族。中至少型蝴蝶，有毛茸茸的身體。絕大部分物種都有橙褐色的翅膀，翅面配有黑色斑紋，有些的翅底亦配有銀白色斑點，尤其在後翅。部分物种如宝蛱蝶属可以分布至超高维度的寒冷地带。

## 親緣關係
以往豹蛺蝶族中細分成十數個屬，Simonsen (2006b)和Simonsen et al. (2006)將分類縮減至6個屬。Silva-Brandão et al.(2008)指出原本歸入珍蝶族的鹿珍蝶屬基於其分子數據歸入豹蛺蝶族。

## 分類
- 翮蛺蝶屬 Euptoieta
- 鹿珍蝶屬 Pardopsis
- Yramea
- 寶蛺蝶屬 Boloria

豹蛺蝶亞族
- 珠蛺蝶屬 Issoria
- 豹蛺蝶屬 Argynnis
- 小豹蛺蝶屬 Brenthis